# Svartskjeret (Fjell)
Ne doit pas être confondu avec Svartskjeret ou Svartskjeret (Sveio).
Svartskjeret est une île dans le landskap Sunnhordland du comté de Vestland. Elle appartient administrativement à Øygarden.

## Géographie
Rocheuse et désertique, elle s'étend sur environ 249 m de longueur pour une largeur approximative de 107 m.